# Дідух Василь Степанович
Васи́ль Степа́нович Дідух (нар. 7 січня 1952, с. Романівка Тернопільського району Тернопільської області, Україна) — український господарник, громадський діяч. Заслужений економіст України (2006). Голова Тернопільської районної ради (1998—2002, 2002—2006, 2006—2010, 2010—2015).

## Життєпис
Василь Степанович Дідух народився 7 січня 1952 року в с. Романівка Тернопільського району Тернопільської області (тоді — Українська РСР).
Закінчив Тернопільський фінансово-економічний інститут (1973, нині Західноукраїнський національний університет).
Працював начальником фінансово-економічного відділу спеціального тресту радгоспів (1974—1983), на інших керівних посадах у Тернопільському районі. Від 1988 — заступник голови, голова планової комісії виконкому Тернопільської райради. Від 1992 — начальник управління соціально-економічного розвитку, від 1994 — заступник голови Тернопільської РДА.
Від 1998 до 2015 чотири рази обирався головою Тернопільської районної ради.
Був членом політичної партії «Наша Україна», Координаційної ради з питань місцевого самоврядування, правління Української асоціації місцевої та регіональної влад.